# Skrotektomie
Die Skrotektomie bezeichnet einen chirurgischen Eingriff, bei dem der Hodensack (Skrotum) vollständig entfernt wird. In der Tiermedizin wird dafür auch der Begriff skrotale Ablation verwendet. Sie kann im Zuge einer Kastration oder unabhängig davon erfolgen. Der Eingriff kommt insbesondere bei pathologischen Veränderungen im Bereich des Skrotums, wie Tumoren, schweren Traumata, Abszessen oder ausgeprägten Entzündungen zur Anwendung. Im Rahmen der skrotalen Urethrostomie (chirurgische Verlegung der Harnröhre nach außen) erfolgt manchmal eine gleichzeitige Skrotektomie, um post-operative Komplikationen zu vermeiden. Zudem kann bei Hunden mit stark hängendem Hodensack das kosmetische Bild nach einer Kastration verbessert werden.

## Anwendung in der Humanmedizin
In der Humanmedizin wird eine Skrotektomie etwa nach schwerer Infektion wie der Fournier-Gangrän durchgeführt. Dabei handelt es sich um eine lebensbedrohliche, nekrotisierende Infektion der Genital- und Perinealregion, die oft eine radikale Entfernung von befallenem Gewebe, einschließlich des Skrotums, erfordert. Studien zeigen, dass bei Fournier-Gangrän eine partielle oder totale Skrotektomie in etwa 74 % der Fälle notwendig ist, um das Fortschreiten der Infektion zu stoppen und die Überlebenschancen zu erhöhen. Zusätzlich kann bei Ausbreitung auf die Hoden eine Orchiektomie nötig werden. Bei Tumoren (Plattenepithelkarzinom, Paget-Karzinom) der Hodensackwand wird meist eine partielle Skrotektomie vorgenommen.
Nach Entfernung des Skrotums können die Hoden temporär in andere anatomische Bereiche verlagert oder im Zuge einer Orchiektomie entfernt werden. Dabei ist eine frühzeitige, aggressive chirurgische Intervention entscheidend für eine erfolgreiche Behandlung. Mehrere Studien aus der Urologie belegen, dass wiederholte chirurgische Eingriffe zur Entfernung von nekrotischem Gewebe erforderlich sind.
Eine Skrotektomie kann auch Teil einer geschlechtsangleichenden Operation (MtF / MtE) nach einer Orchiektomie sein.

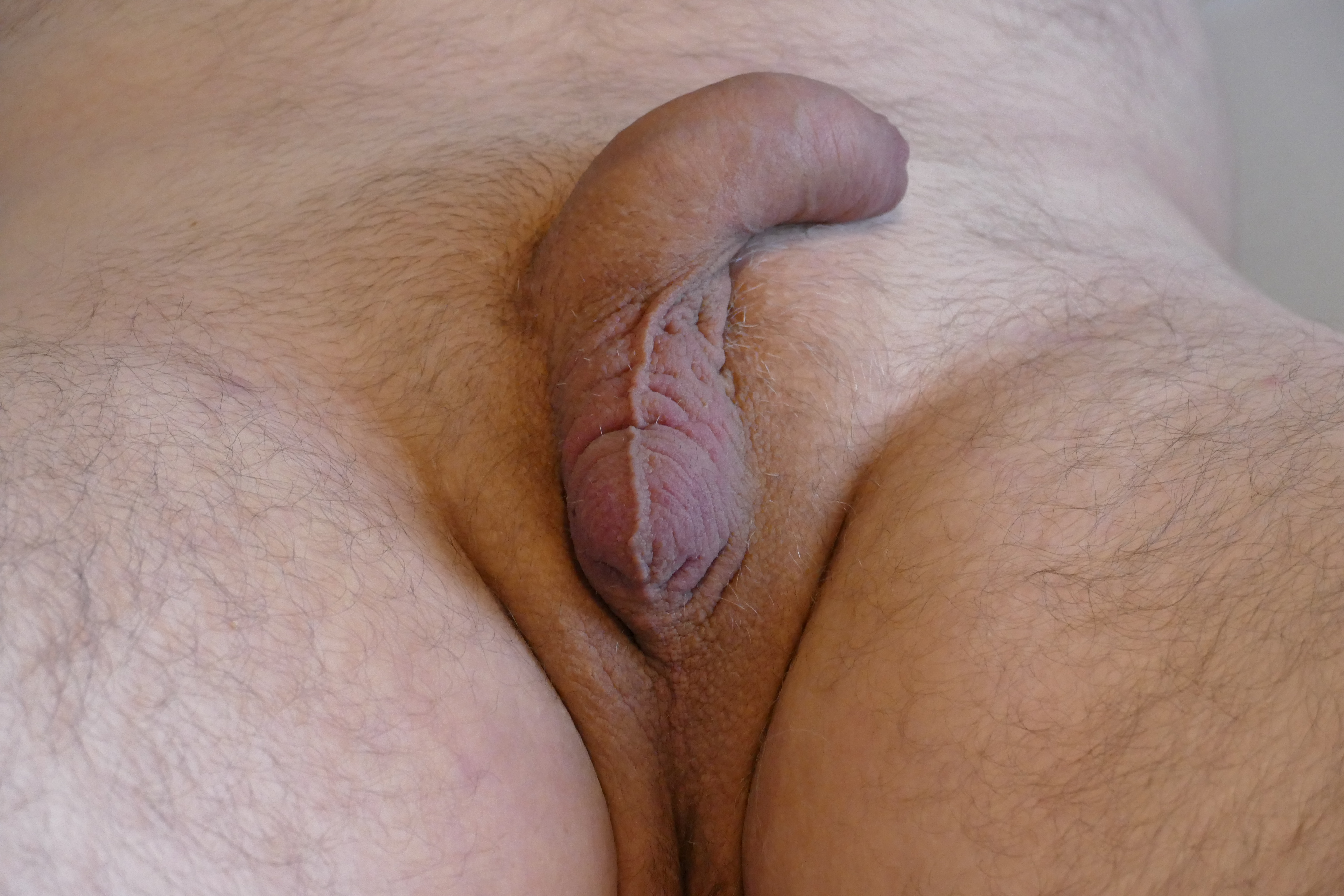
Genitalregion eines Mannes mit leerem Hodensack nach seiner Orchiektomie als Folge einer Hodentorsion, aber vor seiner Skrotektomie

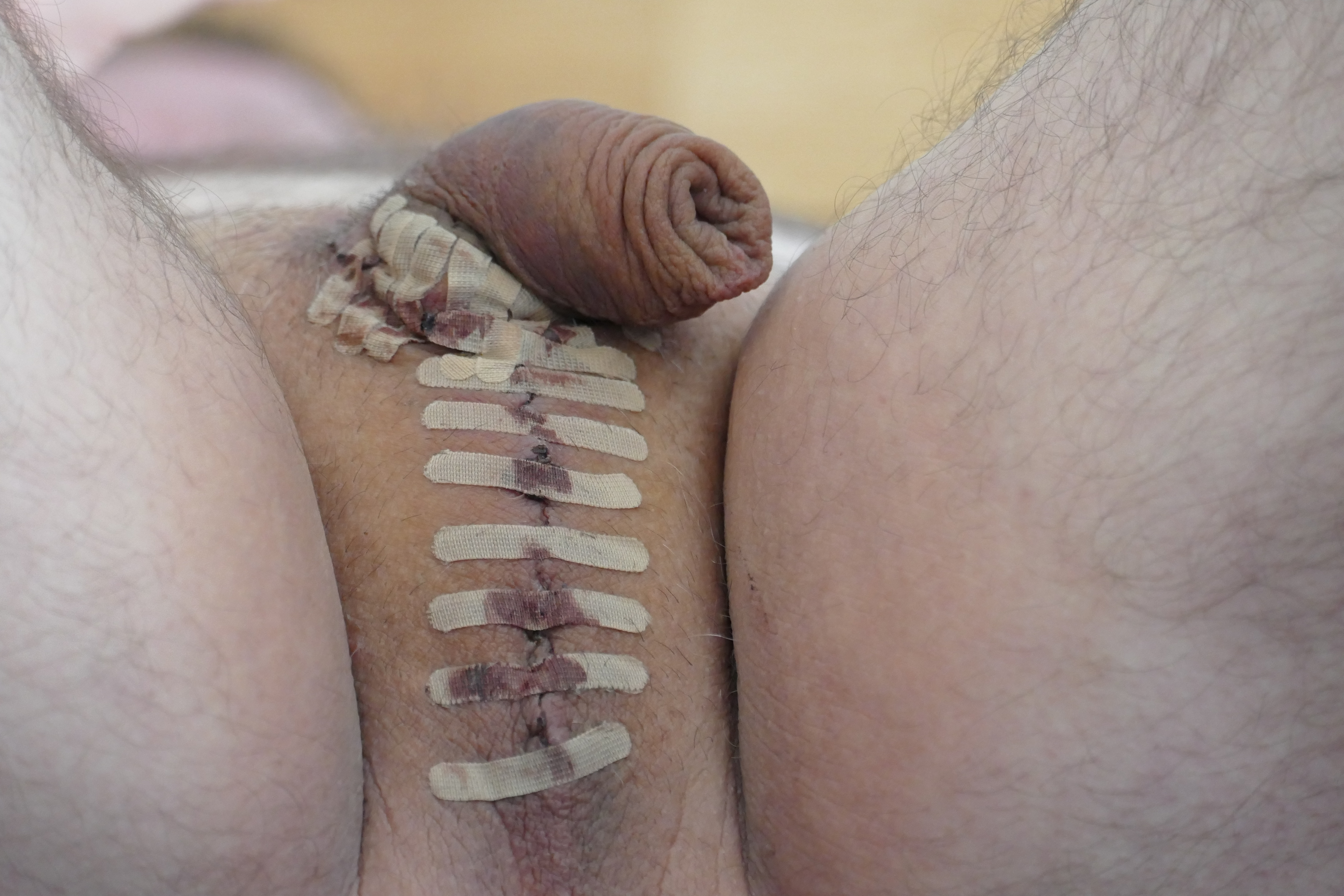
Genitalregion desselben Mannes unmittelbar nach seiner Skrotektomie

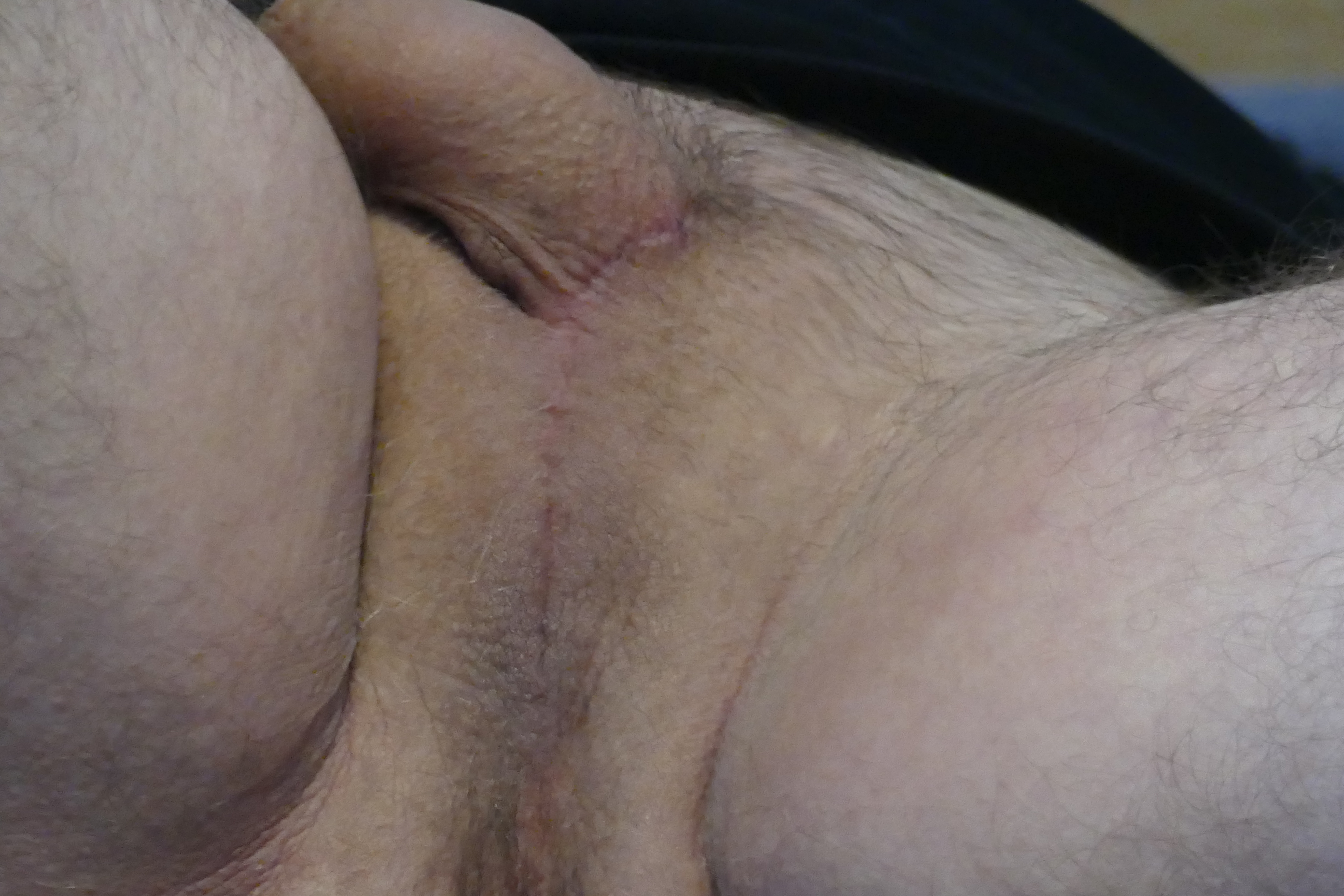
Genitalregion desselben Mannes vollständig verheilt. Ein Jahr nach seiner Skrotektomie.

## Operationstechnik
Nach Einleitung der Narkose erfolgt die großflächige Rasur und Desinfektion der Operationsstelle. Der Patient wird in Rückenlage gebracht. Mittels elliptischer Hautinzision an der Basis des Skrotums wird das gesamte Gewebe, einschließlich Hoden und Hodensack, abgetragen. Blutungen werden gestillt, und der Samenstrang einschließlich des Samenleiters werden sorgfältig ligiert und abgetrennt. Nach Kontrolle auf Nachblutungen wird das Operationsgebiet schichtweise verschlossen.